# 亨利·德·卡斯特
亨利·德·卡斯特（Henri de La Croix de Castries，1954年8月15日—）是一名法國企業家，安盛行政總裁及董事長，2016年3月宣佈將於9月1日退出這兩個角色。